# Ecopoiesi

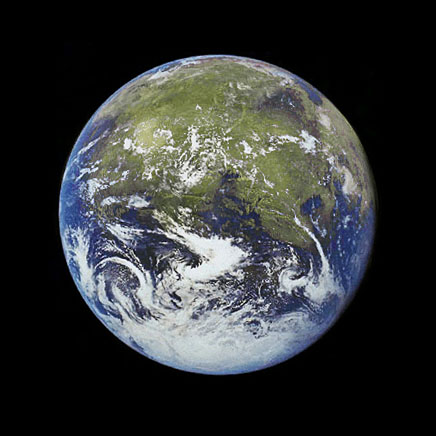
Rappresentazione artistica della terraformazione di Marte.

Si definisce ecopoiesi la creazione artificiale di un ecosistema in un pianeta altrimenti sterile; il neologismo deriva da due termini in lingua greca antica:  οικος, ossia "casa", e ποιησις, ossia "produzione". Il termine è stato utilizzato per la prima volta dal genetista e biofísico canadese Robert Haynes nel contesto dell'ingegneria planetaria definendo con "ecopoiesi" una delle prime fasi della terraformazione nella quale, grazie all'impiego massiccio di microrganismi si dà inizio alla produzione delle basi necessarie per lo sviluppo della vita come, ad esempio, la produzione dell'ossigeno.
In sostanza l'ecopoiesi è la prima fase con la quale, impiegando mezzi fisici, chimici e biologici quali, ad esempio, cianobatteri estremofili, è possibile creare un ecosistema capace di supportare lo sviluppo della vita.